# Jan Tengnagel

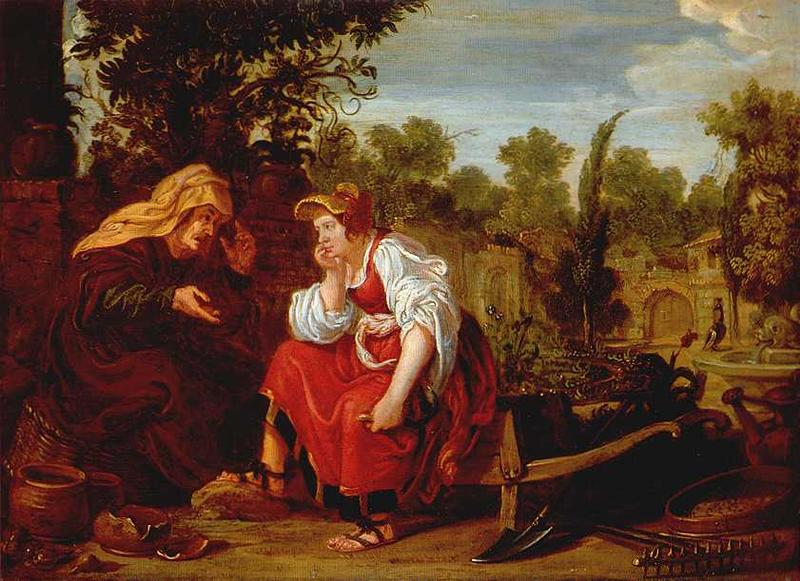
Jan Tengnagel: Vertumnus en Pomona (1617).
Rijksmuseum, Amsterdam

Jan Tengnagel (Amsterdam, ca. 1584 - Amsterdam, 1631) was een Nederlandse kunstschilder en tekenaar tijdens de Gouden Eeuw.
Tengnagel behoorde tot een groep post-maniëristische schilders van historiestukken in de vroeg-17e eeuw die van grote invloed waren op Rembrandt van Rijn en daarom de Pre-Rembrandtisten genoemd worden. Pre-Rembrandtisten is eigenlijk een wat ongelukkige term waarmee de historieschilders worden aangeduid die in Amsterdam werkzaam waren voordat Rembrandt (1606-1669) zich in 1631 definitief in de stad vestigde. De bekendste van hen, ook al in zijn eigen tijd, was de schilder Pieter Lastman (1583-1633), die duidelijk een spilfunctie in deze groep vervulde. Deze groep schilders was vooral beïnvloed door het werk van Adam Elsheimer. Bekende Pre-Rembrandtisten waren Jan Pynas(ca. 1583-1631), diens jongere broer Jacob Pynas (ca. 1585-1660), hun beider zwager Jan Tengnagel en Rembrandts leermeester Pieter Lastman. Rembrandt ging omstreeks 1624 een half jaar bij Lastman in de leer om te worden opgeleid tot historieschilder. Het werk van Tennagel en de andere Pre-Rembrandtisten heeft een sleutelrol gespeeld in de ontwikkeling van het Amsterdamse historiestuk in de eerste decennia van de 17e eeuw.
Werk van Tengnagel is uiterst schaars. Zijn oeuvre omvat dan ook niet meer dan zo'n 20 schilderijen, waarvan er enkel alleen van afbeeldingen bekend zijn. Tengnagels historiestukken zijn slechts zeer beperkt in openbare Nederlandse verzamelingen vertegenwoordigd.
Het Rembrandthuis te Amsterdam is het enige museum ter wereld waar een groot aantal werken van de Pre-Rembrandtisten permanent te zien is. Rijksmuseum in Amsterdam heeft twee werken van Tengnagel: Vertumnus en Pomona (1617) en het schuttersstuk Schuttersstuk met de maaltijd van de zeventien schutters van de Handboogdoelen onder kapitein Geurt van Beuningen en Pieter Hoefijzer (1613). Daarnaast hangt werk van Tengnagel in onder meer in het Louvre in Parijs en de National Gallery of Art in Washington, D.C.

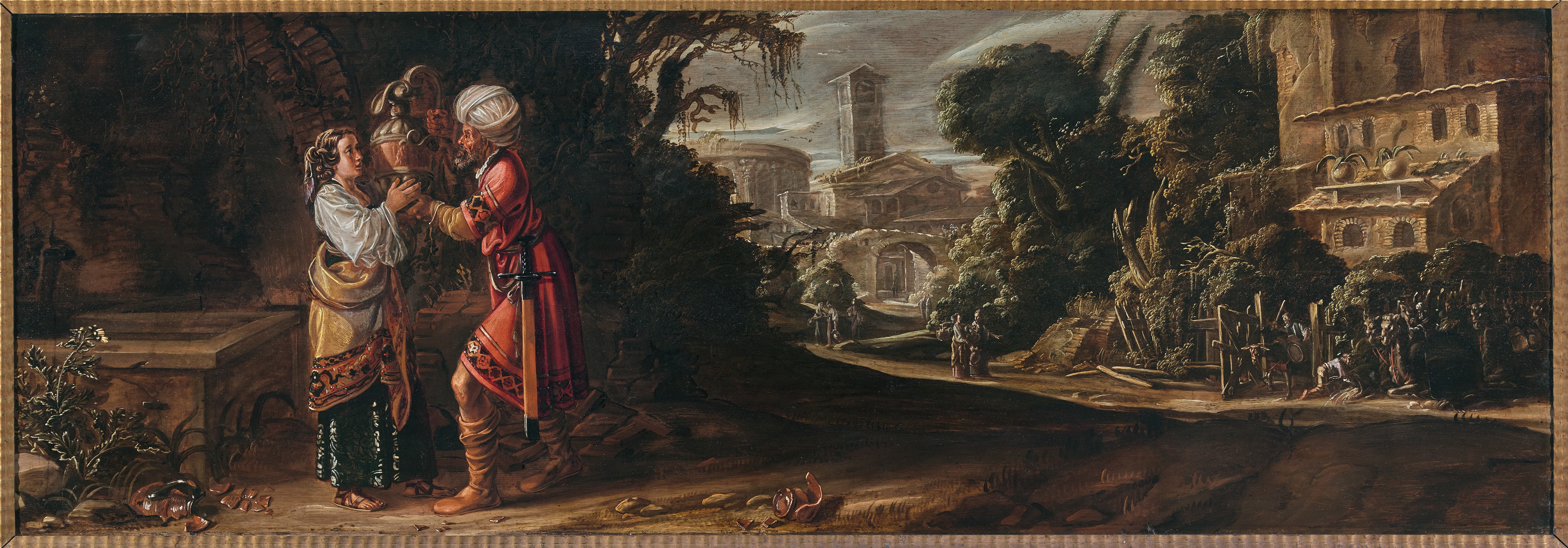
Jan Tengnagel: Rebekka en Eliziër bij de put ca. 1612 Ger Eenens Collection.

## Biografie
De uit een geslacht van kooplieden het oude adellijke geslacht Gansneb genaamd Tengnagel)  stammende Jan Tengnagel is op 9 september 1584 in de Oude Kerk in Amsterdam Nederduits hervormd gedoopt. Van moederszijde was hij in de verte verwant aan Peter Paul Rubens (1577-1640) en de dichter Roemer Visscher (1547-1620).
Vermoed wordt dat Tengnagel in de leer is geweest bij Frans Badens (1571-1618), een schilder die bij zijn tijdgenoten in hoog aanzien stond maar van wie bijna geen enkel werk bewaard is gebleven. Evenals deze laatste ondernam ook Tengnagel een reis naar Italië in het jaar 1608 om inspiratie op te doen.
Drie jaar later trouwde hij in de Nieuwe Kerk te Amsterdam met de van oorsprong katholieke Meijnsje Simonsdr. Pynas (1591-1643), zuster van de schilders Jan en Jacob Pynas. Hun zoon Mattheus Gansneb Tengnagel(1613-1652) werd een prominente Amsterdamse dichter en toneelschrijver. Een tweede zoon, Jan Gansneb Tengnagel, was baljuw (schout) van Naarden en schreef een treurspel over de verwoesting van deze stad in 1572. De jongste zoon, Simon, was predikant. 
In 1612 wordt Tengnagel sergeant van de Handboogdoelen. Zijn beeltenis is bewaard gebleven op het groepsportret van de schuttersmaaltijd van zijn compagnie. Hij woonde in de Sint Antoniesbreestraat, een buurt waar veel schilders woonden, onder wie Pieter Lastman.
In 1616 werd Tengnagel voor twee jaar tot deken van het St. Lucasgilde gekozen. Als kunstenaar schijnt hij een buitengewoon goede naam te hebben gehad. Dat blijkt ook uit twee geschriften uit die periode. In 1618 werd Tengnagel genoemd in de proloog van het Toneelstuk Melibéa van de dichter en schrijver Theodore Rodenburgh(1574-1644) als een van de eminente kunstenaars van de stad Amsterdam. Ook heeft Balthasar Gerbier (1592-1667) in zijn klaagzang ter gelegenheid van het overlijden van Hendrick Goltzius (1558-1617) Tengnagel gerekend tot de belangrijkste Amsterdamse kunstenaars. Hij was een machtig man in Amsterdam. Na afloop van zijn termijn als deken van het Sint Lucasgilde (1618) legde Tengnagel zich steeds meer toe op functies in het openbare leven. Zo diende hij vanaf 1625 tot zijn dood als substituut-(=plaatsvervangend) schout van de stad Amsterdam. Zijn jaarwedde bedroeg van nu af aan 800 gulden en daarin was zijn aandeel in de opgelegde boetes nog niet inbegrepen. Na 1619 staat Tengnagel in notariële akten nog slechts eenmaal vermeld als schilder. Vanaf ongeveer 1625 stopte Tengnagel met schilderen, blijkbaar om zich geheel aan zijn politieke carrière te wijden. Zijn laatst bekende werk dateert uit 1624- Democritus/Heracritus, verblijfplaats onbekend. In 1629 heeft hij een groot pand aan de Herengracht gekocht waar hij tot zijn dood heeft gewoond.
Jan Tengnagel stierf in 1635 en werd begraven op 23 maart in de Nieuwe Kerk te Amsterdam
- Biografisch Portaal: 67681494
- Gemeinsame Normdatei: 130871494
- International Standard Name Identifier: 0000 0000 8040 3424
- RKD-Nederlands Instituut voor Kunstgeschiedenis: 76783
- Union List of Artist Names: 500010019
- Virtual International Authority File: 95742175

Gebruikte bronnen:
- Vereniging Rembrandt, najaar 2007. De ontmoeting van Jakob en Rachel bij de bron, pagina 14,15. Artikel Bob van den Boogert.
- Kroniek van het Rembrandthuis 2005/2-2, pag. 15, 16, 17, 18, 19, 20, 21 Rebekka en Elieziër bij de put - een onbekend schilderij van Jan Tengnagel. Artikel Christian Tico Seiffert.